# Cycle solaire 7
Le cycle solaire 7 est le septième cycle solaire depuis 1755, date du début du suivi intensif de l'activité et des taches solaires. Il a commencé en 1823 et s'est achevé en 1833.